# San Pedro, Jujuy
San Pedro är en kommunhuvudort i Argentina.   Den ligger i provinsen Jujuy, i den norra delen av landet, 1 300 km nordväst om huvudstaden Buenos Aires. San Pedro ligger 587 meter över havet och antalet invånare är 58 430.
Terrängen runt San Pedro är platt åt sydost, men åt nordväst är den kuperad. Terrängen runt San Pedro sluttar österut. San Pedro är det största samhället i trakten.
I omgivningarna runt San Pedro växer i huvudsak lövfällande lövskog. Runt San Pedro är det ganska glesbefolkat, med 38 invånare per kvadratkilometer.